# روبينس (إلينوي)
روبينس (بالإنجليزية: Robbins)‏ هي قرية تقع في الولايات المتحدة في مقاطعة كوك، إلينوي. يقدر عدد سكانها بـ 5,337 نسمة .

## الموقع الجغرافي
الموقع الجغرافي للمناطق المحيطة بهذه النقطة هو كالتالي:

## أعلام
- ناسحيللي نيكولز
- جو مونتجومري
- كيكي بالمر